# Lekvárcirkusz bohócai

Csoóri Sándor 1988-ban

A Lekvárcirkusz bohócai Csoóri Sándor első gyermekvers kötete, 1969-ben jelent meg a Móra Könyvkiadó gondozásában. Csoóri Sándor, aki a modern magyar költészet egyik jeles képviselője, kísérletező kedvű költő. Gyerekverseiben a modern világ, a városi élet kifejezéseit lopja be a képzettársításokba, és a varázsolás, a népi mondókák hangulatát ötvözi egybe olyan fogalmakkal, melyeket eddig gyerekversekben nemigen alkalmaztak. Versei mulatságosak, groteszkek, költői képei a gyermeket a modern vers, a természet, a jókedv szeretetére nevelik.
Orosz János Munkácsy-díjas festő készített illusztrációkat a könyvhöz.

## A kötet versei
- Világjáró
- Gyerekrajz
- Hívogató
- Tavaszi bodza-vers
- Lekvárcirkusz bohócai
- Moziba megy a Hold
- Ősember és ősgyereke
- Szekeres
- Csínytevő ökör
- Szabados a szabadnapos
- Hol a réti csiga háza?
- Visszatérés régi udvarunkba
- Zsák, mák, rák
- Hét nap
- Gilicetüske
- Sötét homlokú vihar
- Esti párbeszéd
- Szomorkodó
- Zápor-mondóka
- Ha elmész
- Csillagpatkó
- Lánycsúfoló
- Fiúcsúfoló
- Disznópörzsölés
- Nyári tájkép
- Rögmászó hangya
- Csudakutya
- Hókutya
- Farsangnapi kutyabál
- Mitugrász
- Fasuvasztó Péter
- Teknősbéka
- Dióbél bácsi